# Arcidiecéze Los Angeles
Arcidiecéze Los Angeles (latinsky Archidioecesis Angelorum in California) je římskokatolická arcidiecéze na území severoamerického města Los Angeles a části státu Kalifornie s katedrálou Panny Marie Andělské v Los Angeles. Jde o diecézi s nejvyšším počtem věřících v USA. Jejím současným arcibiskupem je José Horacio Gómez.

## Historie
Diecéze byla zřízena v roce 1856 přenesením biskupského sídla z Monterey. Na arcidiecézi bylo Los Angeles povýšeno v roce 1936.

## Církevní provincie

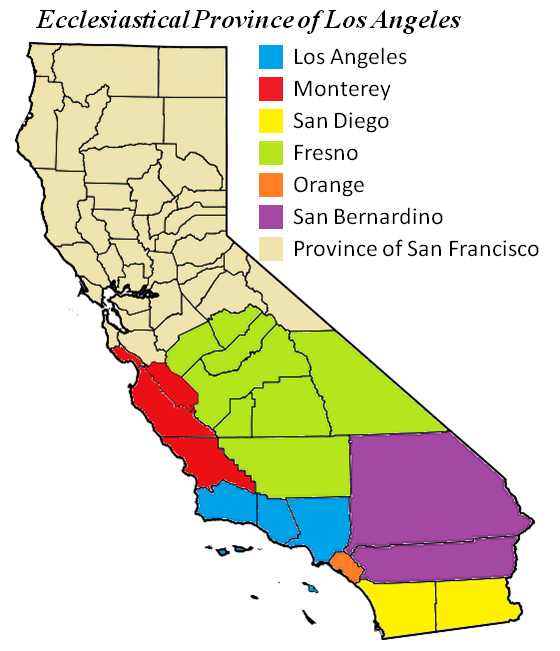
Mapa církevní provincie Los Angeles

Jde o metropolitní arcidiecézi, jíž jsou podřízeny tyto sufragánní diecéze na území amerického státu Kalifornie:
- diecéze Fresno
- diecéze Monterey
- diecéze Orange
- diecéze San Bernardino
- diecéze San Diego